# Scottish National League 2013/14
Die Saison 2013/14 war die Austragung der höchsten schottischen Eishockeyliga, der Scottish National League. Die Ligadurchführung erfolgt durch die Scottish Ice Hockey Association, den schottischen Verband unter dem Dach des britischen Eishockeyverbandes Ice Hockey UK.

## Modus
Zunächst spielten alle Mannschaften eine einfache Runde mit Hin- und Rückspiel. Die besten Acht erreichten die Play-offs.

## Hauptrunde
| Platz | Mannschaft               | Spiele | S  | U | N  | Tore    | Punkte |
| ----- | ------------------------ | ------ | -- | - | -- | ------- | ------ |
| 1.    | Edinburgh Capitals (SNL) | 19     | 14 | 3 | 2  | 114:041 | 31     |
| 2.    | Kirkcaldy Kestrels       | 19     | 15 | 1 | 3  | 110:047 | 31     |
| 3.    | North Ayrshire Wild      | 19     | 14 | 2 | 3  | 108:058 | 30     |
| 4.    | Dundee Comets            | 19     | 12 | 3 | 4  | 69:042  | 27     |
| 5.    | Paisley Pirates          | 19     | 11 | 0 | 8  | 75:065  | 22     |
| 6.    | Solway Sharks            | 19     | 8  | 1 | 10 | 70:083  | 17     |
| 7.    | Dundee City              | 19     | 7  | 1 | 11 | 76:072  | 15 2   |
| 8.    | Moray Firth IHC          | 19     | 5  | 0 | 14 | 66:149  | 6 2    |
| 9.    | Aberdeen Lynx            | 19     | 4  | 1 | 14 | 78:110  | 5 2    |
| 10.   | Belfast Giants           | 18 3   | 2  | 0 | 16 | 26:076  | 4      |
| 11.   | Kilmarnock Storm         | 9 2, 3 | 0  | 2 | 7  | 17:066  | 2      |

## Play-offs
Viertelfinale
| Begegnung                            | Serie   | Spiel 1 | Spiel 2 |
| ------------------------------------ | ------- | ------- | ------- |
| Edinburgh Capitals - Moray Firth IHC | 2:0     | 4:0     | 14:3    |
| Dundee Comets - Paisley Pirates      | 1,5:0,5 | 7:2     | 3:3     |
| North Ayrshire Wild - Solway Sharks  | 1:0     | 5:3     | 5:3     |
| Kirkcaldy Kestrels - Dundee City     | 0:2     | 1:3     | 5:6     |

Halbfinale
|  | Edinburgh Capitals | 3:2 | Dundee Comets |  |

|  | North Ayrshire Wild | 5:3 | Dundee City |  |

Spiel um Platz 3
|  | Dundee Comets | 7:4 | Dundee City |  |

Finale
|  | Edinburgh Capitals | 4:2 | North Ayrshire Wild |  |